# Centro (rugby)

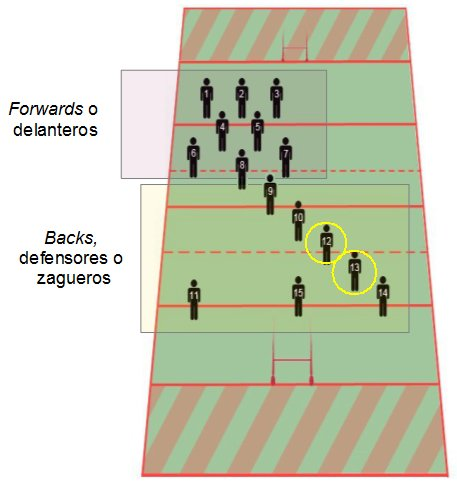
Los centros se ubican en la zona central de "la línea", habitualmente con los números 12 y 13.

En un equipo de rugby union (15 jugadores) hay dos centros. Generalmente son los jugadores que utilizan la camiseta con los dorsales 12 y 13, y se denominan respectivamente "primer centro" y "segundo centro". Otras denominaciones en español utilizadas son "inside" (primer inside y segundo inside), o "centro inside" para el número 12 y "centro outside" para el número 13. En inglés también se denominan "centros" (centre), denominando "inside centre" al número 12 y "outisde centre" al número trece. En Nueva Zelanda se utiliza la denominación "second five" (segundo cinco) para el número 12 y "centro" para el número trece.
Los centros pertenecen al grupo de backs, defensores o zagueros, e integran "la línea" (también referida como "los tres cuartos") ubicándose en la zona central de la misma. Son jugadores de carácter sobre todo ofensivo y necesitan ser fuertes para poder romper la línea de defensa contraria y luego pasar el balón. También necesitan ser buenos con el tackle o placaje en jugadas defensivas.
El primer centro generalmente es más grande y más "creativo" que el segundo centro. En ataque o defensa el primer centro debe intentar crear espacios para el segundo centro. Algunas de las habilidades del apertura como la patada o los pases pueden dar mayor peso en el juego del equipo al primer centro ya que este puede actuar como apertura si el mismo queda comprometido en alguna formación.
El segundo centro tiende a ser más rápido que el otro porque generalmente reciben el balón del apertura o el primer centro para abrirse camino por detrás de la oposición antes de darle la pelota al wing tres cuartos ("ala" en España), que es el último jugador de "la línea". Se podría decir que el segundo centro pasa a ser un tipo de  semi-wing. El tamaño también es importante para estos centros porque tienen que ser fuertes en ataque y muy agresivos en defensa.

## Centros destacados
- Brian O'Driscoll
- Tana Umaga
- Ma'a Nonu
- Francois Steyn
- Gavin Henson
- Arthur Gould
- Jeremy Guscott
- Jo Maso
- Felipe Contepomi
- Sonny Bill Williams
- Conrad Smith
- Philippe Sella
- Danie Gerber
- Tim Horan
- Mike Gibson
- Guy Boniface
- André Boniface
- Jean de Villiers
- Jaque Fourie
- Matt Giteau
- Adam Ashley-Cooper
- Owen Farrell
- Jonathan Davies
- Manu Tuilagi
- Damian de Allende
- Jamie Roberts
- Lukhanyo Am